# Torneig de les Cinc Nacions 1999
El Torneig de les cinc nacions de Rugbi de 1999 (patrocinat per Lloyd TSB) fou el 70è i darrer torneig en aquest format. Incloent els anteriors formats, era el 105a edició del prestigiós torneig. Es disputaren deu partits entre el 6 de febrer i l'11 d'abril. El torneig fou guanyat per Escòcia al batre Anglaterra en la diferència de punts. Escòcia va aconseguir setze assaigs, pels 8 d'Anglaterra.
El torneig fou emocionant fins als darrers minuts del darrer partit. Anglaterra partia com a favorita per derrotar a Gal·les a la darrera jornada i endur-se el torneig i el gran slam. Anglaterra guanyava per sis punts quan el partit va superar els 80 minuts reglamentaris. Fou aleshores, quan el centre de Gal·les Scott Gibbs va eludir un jugador rival i fer un assaig que juntament amb la transformació, suposaria la victòria per Gal·les i el campionat per a Escòcia, que el dia anterior havia aconseguit batre a França a domicili per segona vegada en trenta anys. 
L'escocès  Gregor Townsend esdevingué el cinqué jugador en la història, i segon escocès, en anotar un assaig contra les quatre seleccions contràries. 
Aquesta fou la darrera edició del cinc nacions, ja que a partir de l'edició de l'any 2000, Itàlia s'incorporaria al torneig. De fet, Itàlia va jugar totes les jornades del torneig de les cinc nacions durant les edicions de 1998 i 1999 com a partits amistosos i com a preparació per la seva incorporació al torneig l'any següent. En aquesta edició, el partit contra Anglaterra (a Huddersfield) era oficial i formava part de la classificació per la Copa del món d'aquell any. Itàlia va perdre tots cinc enfrontaments d'aquell any.

## Participants
| Nació      | Local           | Ciutat     | Entrenador de cap  | Capità             |
| ---------- | --------------- | ---------- | ------------------ | ------------------ |
| Anglaterra | Twickenham      | Londres    | Clive Woodward     | Lawrence Dallaglio |
| França     | Stade de France | Sant-Denis | Jean-Claude Skrela | Raphaël Ibañez     |
| Irlanda    | Lansdowne Road  | Dublín     | Warren Gatland     | Keith Fusta        |
| Escòcia    | Murrayfield     | Edimburg   | Jim Telfer         | Gary Armstrong     |
| Gal·les    | Wembley Estadi  | Londres    | Graham Henry       | Robar Howley       |

## Taula
| Posició | Nació      | Partits | Partits  | Partits | Partits | Punts | Punts     | Punts      | Punts   | Punts a la classificació general |
| Posició | Nació      | Partits | Guanyats | Empats  | Perduts | Per   | En contra | Diferència | Assaigs | Punts a la classificació general |
| ------- | ---------- | ------- | -------- | ------- | ------- | ----- | --------- | ---------- | ------- | -------------------------------- |
| 1       | Escòcia    | 4       | 3        | 0       | 1       | 120   | 79        | +41        | 16      | 6                                |
| 2       | Anglaterra | 4       | 3        | 0       | 1       | 103   | 78        | +25        | 8       | 6                                |
| 3       | Gal·les    | 4       | 2        | 0       | 2       | 109   | 126       | −17        | 9       | 4                                |
| 4       | Irlanda    | 4       | 1        | 0       | 3       | 66    | 90        | −24        | 3       | 2                                |
| 5       | França     | 4       | 1        | 0       | 3       | 75    | 100       | −25        | 9       | 2                                |

## Jornada 1
| Irlanda           | 9 – 10 | França                                           | 6 Febrer 1999 15:00 - Lansdowne Road, Dublín Assistència: 49,000 espectadors |
| CC: Humphreys (3) | []     | Assaig: Dourthe Con: Castaignède CC: Castaignède | 6 Febrer 1999 15:00 - Lansdowne Road, Dublín Assistència: 49,000 espectadors |

| Escòcia                                                                    | 33 – 20 | Gal·les                                               | 6 Febrer 1999 16:15 - Murrayfield Stadium, Edimburg Assistència: 67,500 espectadors |
| Assaigs: Townsend Leslie S. Murray Tait Con: Logan (2) CC: Logan (2) Hodge | []      | Assaigs: James Gibbs Con: Jenkins (2) CC: Jenkins (2) | 6 Febrer 1999 16:15 - Murrayfield Stadium, Edimburg Assistència: 67,500 espectadors |

### Jornada 2
| Anglaterra                                                  | 24 – 21 | Escòcia                                   | 20 Febrer 1999 15:00 - Twickenham Stadium, Londres Assistència: 75,000 espectadors |
| Assaigs: Beal Luger Rodber Con: Wilkinson (3) CC: Wilkinson | []      | Assaigs: Tait (2) Townsend Con: Logan (3) | 20 Febrer 1999 15:00 - Twickenham Stadium, Londres Assistència: 75,000 espectadors |

| Gal·les                                                       | 23 – 29 | Irlanda                                                                      | 20 Febrer 1999 15:00 - Wembley Stadium, Londres |
| Assaigs: Howarth C. Quinnell Con: Jenkins (2) CC: Jenkins (3) | []      | Assaigs: Maggs Wood Con: Humphreys (2) CC: Humphreys (3) Drop: Humphreys (2) | 20 Febrer 1999 15:00 - Wembley Stadium, Londres |

### Jornada 3
| França                                                                    | 33 – 34 | Gal·les                                                             | 6 Març 1999 14:00 - Stade de France, Sant-Denis Assistència: 78,724 espectadors |
| Assaigs: Ntamack (3) Castaignède Con: Castaignède (2) CC: Castaignède (3) | []      | Assaigs: James C. Quinnell Charvis Con: Jenkins (2) CC: Jenkins (5) | 6 Març 1999 14:00 - Stade de France, Sant-Denis Assistència: 78,724 espectadors |

| Irlanda                   | 15 – 27 | Anglaterra                                                           | 6 Març 1999 16:00 - Lansdowne Road, Dublín |
| CC: Humphreys (4) Dempsey | []      | Assaigs: Perry Rodber Con: Wilkinson CC: Wilkinson (4) Drop: Grayson | 6 Març 1999 16:00 - Lansdowne Road, Dublín |

### Jornada 4
| Anglaterra        | 21 – 10 | França                                         | 20 Març 1999 15:00 - Twickenham Stadium, Londres |
| CC: Wilkinson (7) | []      | Assaig: Comba Con: Castaignède CC: Castaignède | 20 Març 1999 15:00 - Twickenham Stadium, Londres |

| Escòcia                                                             | 30 – 13 | Irlanda                                                  | 20 Març 1999 15:00 - Murrayfield Stadium, Edimburg |
| Assaigs: C. Murray (2) Townsend Grimes Con: Logan (2) CC: Logan (2) | []      | Assaig: David Humphreys Con: Humphreys CC: Humphreys (2) | 20 Març 1999 15:00 - Murrayfield Stadium, Edimburg |

### Jornada 5
| França                                                         | 22 – 36 | Escòcia                                                        | 10 Abril 1999 14:00 - Stade de France, Sant-Denis |
| Assaigs: Ntamack Dominici Juillet Con: Aucagne (2) CC: Aucagne | []      | Assaigs: Tait (2) Townsend Leslie (2) Con: Logan (4) CC: Logan | 10 Abril 1999 14:00 - Stade de France, Sant-Denis |

| Gal·les                                                 | 32 – 31 | Anglaterra                                                      | 11 Abril 1999 16:00 - Wembley Stadium, Londres · Àrbitre: André Watson Sud-àfrica |
| Assaigs: Howarth Gibbs Con: Jenkins (2) CC: Jenkins (6) | []      | Assaigs: Luger Hanley Hill Con: Wilkinson (2) CC: Wilkinson (4) | 11 Abril 1999 16:00 - Wembley Stadium, Londres · Àrbitre: André Watson Sud-àfrica |